# Cantón de Lézignan-Corbières
El Cantón de Lézignan-Corbières es una división administrativa francesa, situada en el departamento del Aude y la región Languedoc-Rosellón.
La altitud varía de 19 m s. n. m. en Lézignan-Corbières a 589 m s. n. m. en Camplong-d'Aude, siendo la altitud media de 75 m s. n. m.

## Composición
El Cantón de Lézignan-Corbières agrupa 18 comunas:
- Argens-Minervois
- Boutenac
- Camplong-d'Aude
- Castelnau-d'Aude
- Conilhac-Corbières
- Cruscades
- Escales
- Fabrezan
- Ferrals-les-Corbières
- Fontcouverte
- Homps
- Lézignan-Corbières
- Luc-sur-Orbieu
- Montbrun-des-Corbières
- Montséret
- Ornaisons
- Saint-André-de-Roquelongue
- Tourouzelle

## Demografía
| 15,998 | 17,192 | 16,285 | 16,002 | 16,905 | 17,924 |
| Para los censos de 1962 a 1999 la población legal corresponde a la población sin duplicidades (Fuente: INSEE [Consultar]) |        |        |        |        |        |